# Aaron Neville

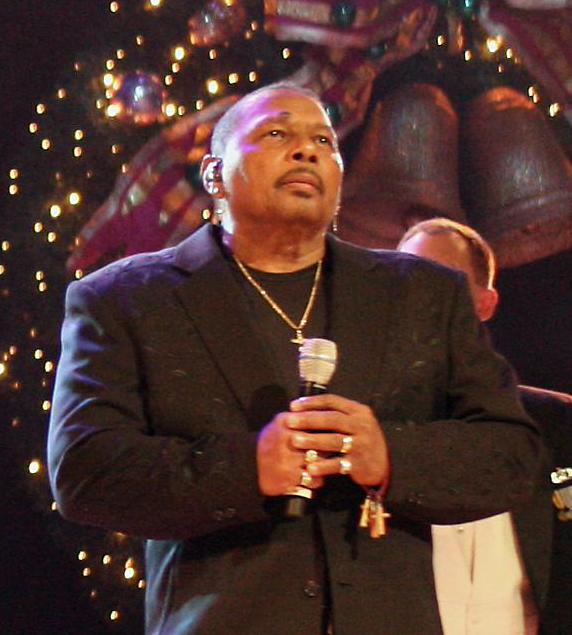
Aaron Neville, 2007

Aaron Joseph Neville (* 24. Januar 1941 in New Orleans) ist ein US-amerikanischer Soul- und R&B-Sänger.

## Biografie
Neville war sowohl als Solo-Künstler als auch als Mitglied der Band The Neville Brothers erfolgreich. In die Musik des Afroamerikaners fließen auch Cajun-Elemente ein. Sein bekanntestes Lied ist Tell It Like It Is, das im Jahr 1966 Platz 2 der US-Charts erreichte.
Neville ist für seinen Vibrato-Gesangsstil bekannt, der durch Gene Autrys Jodeln beeinflusst ist.
1989 hatten The Neville Brothers den Hit Yellow Moon vom gleichnamigen Album, der von Aaron gesungen wird. Im selben Jahr sang er vier Duette mit Linda Ronstadt für ihr erfolgreiches Album Cry Like a Rainstorm, Howl Like the Wind. Als Single wurde das Duett Don’t Know Much ausgekoppelt, das zum Hit avancierte und einen Grammy in der Kategorie „Bestes Pop-Duo“ erhielt.
Im selben Jahr bekam er noch einen weiteren Grammy in der Kategorie „Bestes Pop-Instrumental“ für Healing Chant mit The Neville Brothers, deren Perkussionist er war.
1994 gewann er zusammen mit Trisha Yearwood einen Grammy in der Kategorie „Beste Country-Kollaboration“ für ihre Version des Patsy-Cline-Hits I Fall to Pieces. Zwei Jahre lang kürte ihn der Rolling Stone zum besten männlichen Sänger.
Anfang 2013 erschien sein Album My True Story mit zwölf Doo-Wop-Klassikern auf Blue Note.
Sein Sohn Ivan Neville ist auch ein bekannter Musiker.

## Diskografie

### Studioalben
| Jahr | Titel Musiklabel Katalog-Nr.                              | Höchstplatzierung, Gesamtwochen, AuszeichnungChartplatzierungen (Jahr, Titel, Musiklabel Katalog-Nr., Platzierungen, Wochen, Auszeichnungen, Anmerkungen) | Höchstplatzierung, Gesamtwochen, AuszeichnungChartplatzierungen (Jahr, Titel, Musiklabel Katalog-Nr., Platzierungen, Wochen, Auszeichnungen, Anmerkungen) | Höchstplatzierung, Gesamtwochen, AuszeichnungChartplatzierungen (Jahr, Titel, Musiklabel Katalog-Nr., Platzierungen, Wochen, Auszeichnungen, Anmerkungen) | Höchstplatzierung, Gesamtwochen, AuszeichnungChartplatzierungen (Jahr, Titel, Musiklabel Katalog-Nr., Platzierungen, Wochen, Auszeichnungen, Anmerkungen) | Höchstplatzierung, Gesamtwochen, AuszeichnungChartplatzierungen (Jahr, Titel, Musiklabel Katalog-Nr., Platzierungen, Wochen, Auszeichnungen, Anmerkungen) | Anmerkungen                                                                                    |
| Jahr | Titel Musiklabel Katalog-Nr.                              | AT | CH | UK | US | R&B | Anmerkungen                                                                                    |
| ---- | --------------------------------------------------------- | --- | --- | --- | --- | --- | ---------------------------------------------------------------------------------------------- |
| 1989 | Cry Like a Rainstorm, Howl Like the Wind Elektra 60872    | AT24 (3 Wo.)AT | — | UK43 Gold · (8 Wo.)UK | US7 ×3Dreifachplatin · (58 Wo.)US | — | Erstveröffentlichung: September 1989 Linda Ronstadt feat. Aaron Neville Produzent: Peter Asher |
| 1991 | Warm Your Heart A&M 5354                                  | — | CH12 (12 Wo.)CH | — | US44 Platin · (41 Wo.)US | R&B62 (13 Wo.)R&B | Erstveröffentlichung: 11. Juni 1991 Produzenten: Linda Ronstadt, George Massenburg             |
| 1993 | The Grand Tour A&M 31454 0086                             | — | CH37 (1 Wo.)CH | — | US37 Platin · (58 Wo.)US | — | Erstveröffentlichung: 20. April 1993 Produzent: Steve Lindsey                                  |
| 1993 | Aaron Neville’s Soulful Christmas A&M 31454 0127          | — | — | — | US36 Platin · (8 Wo.)US | — | Erstveröffentlichung: 5. Oktober 1993 Produzent: Steve Lindsey                                 |
| 1995 | The Tattooed Heart A&M 31454 0349                         | — | CH48 (2 Wo.)CH | — | US64 Gold · (20 Wo.)US | R&B50 (14 Wo.)R&B | Erstveröffentlichung: 18. April 1995 Produzent: Steve Lindsey                                  |
| 1997 | … To Make Me Who I Am A&M 31454 0784                      | — | — | — | US188 (1 Wo.)US | R&B73 (3 Wo.)R&B | Erstveröffentlichung: 14. Oktober 1997 Executive Producer: Mark Mazzetti, Diane Warren         |
| 2003 | Believe Tell It Records / EMI Gospel 288131               | — | — | — | US191 (1 Wo.)US | — | Erstveröffentlichung: 28. Januar 2003 Produzent: Barry Beckett                                 |
| 2003 | Nature Boy: The Standards Album Verve 440 065 633         | — | — | — | — | R&B78 (2 Wo.)R&B | Erstveröffentlichung: 1. Juli 2003 Produzent: Rob Mounsey                                      |
| 2005 | Christmas Prayer Tell It Records 73631                    | — | — | — | — | R&B74 (3 Wo.)R&B | Erstveröffentlichung: 4. Oktober 2005 Produzenten: Milton Davis, Aaron Neville                 |
| 2006 | Bring It on Home … The Soul Classics Burgundy 82876 85489 | — | — | — | US37 (8 Wo.)US | R&B20 (13 Wo.)R&B | Erstveröffentlichung: 19. September Produzent: Stewart Levine                                  |
| 2010 | I Know I’ve Been Changed EMI Gospel 5099960651020         | — | — | — | — | R&B50 (2 Wo.)R&B | Erstveröffentlichung: 25. Oktober 2010 Produzent: Joe Henry                                    |
| 2013 | My True Story Blue Note 50996 23489 2 8                   | — | — | — | US45 (5 Wo.)US | R&B7 (16 Wo.)R&B | Erstveröffentlichung: 22. Januar 2013 Produzenten: Don Was, Keith Richards                     |
| 2016 | Apache Tell It Records 001                                | — | — | — | — | R&B38 (1 Wo.)R&B | Erstveröffentlichung: 15. Juli 2016 Produzent: Eric Krasno                                     |

Weitere Studioalben
- 1966: Tell It Like It Is
- 1967: Like It 'Tis
- 1985: Orchid in the Storm
- 1986: Humdinger
- 2000: Devotion
- 2006: Mojo Soul

### Livealben
- 2010: Live at the 2010 New Orleans Jazz & Heritage Festival

### Kompilationen
- 1986: Make Me Strong
- 1989: Show Me the Way
- 1989: Tell It Like It Is: Golden Classics
- 1990: Greatest Hits
- 1990: The Classic Aaron Neville: My Greatest Gift
- 1991: Classics
- 1995: Hercules
- 1996: Tell It Like It Is: The Best of Aaron Neville
- 1999: Make Me Strong
- 1999: Cry Me a River
- 2000: The Very Best of Aaron Neville
- 2000: The Great Aaron Neville with the Neville Brothers
- 2001: Ultimate Collection
- 2002: 20th Century Masters – The Millennium Collection: The Best of Aaron Neville
- 2003: Love Songs
- 2003: Brother to Brother
- 2003: 20th Century Masters: The Christmas Collection
- 2005: Gospel Roots
- 2005: Tell It Like It Is (V. I. Music)
- 2005: Tell It Like It Is (Brentwood)
- 2005: Tell It Like It Is (Aim Records)
- 2007: Singles Collection Plus 1969–1977
- 2007: The Anthology
- 2008: Music of Your Life: Best of Aaron Neville
- 2008: Gold
- 2008: Christmas & Hits Duos
- 2008: Greatest Gospel Hits
- 2009: Fan-Tastic Aaron Neville
- 2011: Icon
- 2011: Hercules: The Complete Singles 1960–1977
- 2013: Best of Aaron Neville Gospel
- 2014: For the Good Times: The Allen Toussaint Sessions

### Singles
| Jahr | Titel Album                                                                   | Höchstplatzierung, Gesamtwochen, AuszeichnungChartplatzierungen (Jahr, Titel, Album, Platzierungen, Wochen, Auszeichnungen, Anmerkungen) | Höchstplatzierung, Gesamtwochen, AuszeichnungChartplatzierungen (Jahr, Titel, Album, Platzierungen, Wochen, Auszeichnungen, Anmerkungen) | Höchstplatzierung, Gesamtwochen, AuszeichnungChartplatzierungen (Jahr, Titel, Album, Platzierungen, Wochen, Auszeichnungen, Anmerkungen) | Höchstplatzierung, Gesamtwochen, AuszeichnungChartplatzierungen (Jahr, Titel, Album, Platzierungen, Wochen, Auszeichnungen, Anmerkungen) | Höchstplatzierung, Gesamtwochen, AuszeichnungChartplatzierungen (Jahr, Titel, Album, Platzierungen, Wochen, Auszeichnungen, Anmerkungen) | Anmerkungen |
| Jahr | Titel Album                                                                   | DE | AT | UK | US | R&B | Anmerkungen |
| ---- | ----------------------------------------------------------------------------- | --- | --- | --- | --- | --- | --- |
| 1960 | Over You Like It ’Tis                                                         | — | — | — | — | R&B21 (2 Wo.)R&B | Erstveröffentlichung: Juli 1960 Autoren: Allen Orange, Allen Toussaint |
| 1966 | Tell It Like It Is                                                            | — | — | — | US2 (14 Wo.)US | R&B1 (17 Wo.)R&B | Erstveröffentlichung: Oktober 1966 Autoren: George Davis, Lee Diamond |
| 1967 | She Took You for a Ride Tell It Like It Is                                    | — | — | — | US92 (4 Wo.)US | — | Erstveröffentlichung: Februar 1967 Autoren: George Davis, Lee Diamond |
| 1989 | Don’t Know Much Cry Like a Rainstorm, Howl Like the Wind                      | DE34 (15 Wo.)DE | AT3 (16 Wo.)AT | UK2 Silber · (12 Wo.)UK | US2 (26 Wo.)US | — | Erstveröffentlichung: September 1989; Linda Ronstadt feat. Aaron Neville; Rock & Roll Hall of Fame Platz 391 der Rolling Stone 500 (Liste 2010) Autoren: Barry Mann, Cynthia Weil, Tom Snow Original: Barry Mann, 1980 |
| 1990 | All My Life Cry Like a Rainstorm, Howl Like the Wind                          | — | — | UK96 (1 Wo.)UK | US11 (15 Wo.)US | — | Erstveröffentlichung: Januar 1990 Linda Ronstadt feat. Aaron Neville Autor und Original: Karla Bonoff, 1988 |
| 1990 | When Something Is Wrong with My Baby Cry Like a Rainstorm, Howl Like the Wind | — | — | — | US78 (6 Wo.)US | — | Erstveröffentlichung: Mai 1990 Linda Ronstadt feat. Aaron Neville Autoren: Isaac Hayes, David Porter Original: Sam Moore, 1966                                                                                         |
| 1991 | Everybody Plays the Fool Warm Your Heart                                      | — | — | — | US8 (19 Wo.)US | — | Erstveröffentlichung: Juli 1991 Autoren: James Bailey, Rudy Clark, Kenneth Williams Original: The Main Ingredient, 1972                                                                                                |
| 1993 | Don’t Take Away My Heaven The Grand Tour                                      | — | — | — | US56 (20 Wo.)US | — | Erstveröffentlichung: Mai 1993 Autor: Diane Warren |
| 1993 | The Grand Tour                                                                | — | — | — | US90 (5 Wo.)US | — | Erstveröffentlichung: September 1993 Autoren: George Richey, Carmol Taylor, Norris Wilson Original: George Jones, 1974                                                                                                 |
| 1995 | Can’t Stop My Heart from Loving You (The Rain Song) The Tattooed Heart        | — | — | — | US99 (1 Wo.)US | — | Erstveröffentlichung: Juli 1995 Autor: Dianne Warren |
| 1995 | Use Me The Tattooed Heart                                                     | — | — | — | — | R&B93 (8 Wo.)R&B | Erstveröffentlichung: Dezember 1995 Autor und Original: Bill Withers, 1972 |

grau schraffiert: keine Chartdaten aus diesem Jahr verfügbar
Weitere Singles
- 1960: Show Me the Way
- 1961: Don’t Cry
- 1961: Let’s Live
- 1961: How Many Times
- 1962: Humdinger
- 1962: Wrong Number (I’m Sorry, Goodbye)
- 1963: For Every Boy There’s a Girl
- 1967: I’ve Done It Again
- 1967: You Think You’re So Smart (Promo)
- 1967: A Hard Nut to Crack
- 1967: Forever More
- 1968: Where Is My Baby
- 1969: Speak to Me
- 1969: All These Things
- 1972: Baby I’m a Want You
- 1973: Hercules
- 1977: The Greatest Love
- 1985: Oh Heavenly Salvation (Mark Bingham mit Johnny Adams und Aaron Neville)
- 1988: Mickey Mouse March
- 1991: Louisiana
- 1993: My Brother, My Brother
- 1994: I Fall to Pieces (mit Trisha Yearwood)
- 1994: Even If My Heart Would Break (Kenny G mit Aaron Neville)
- 1995: For the Good Times
- 1996: Crazy Love (feat. Robbie Robertson)
- 1997: Say What’s in My Heart
- 2006: What’s a Woman? (Vaya Con Dios feat. Aaron Neville)